# Гарретт, Сьюзи
Сьюзи Гарретт (англ. Susie Garrett, 29 декабря 1929 — 24 мая 2002) — американская актриса и джазовая певица, наиболее известная по роли миссис Бэтти Джонас в телевизионном сериале «Панки Брюстер» с 1984 по 1988 год.

## Биография
Сьюза родилась в Детройте. В юности она несколько лет выступала в городских клубах, где исполняла джаз. Сьюза также сыграла несколько ролей в театре, где наиболее запоминающейся стала пьеса «Новолуние» с её участием. На большом экране она появилась всего один раз в 1989 году в фильме «Злая мачеха», где главную роль исполнила Бетт Дейвис.
Сьюзи была старшей сестрой актрисы Марлы Гиббс, вместе с которой они основали «Академию искусств» в Лос-Анджелесе.
Помимо самой знаменитой её роли в сериале «Панки Брюстер» у неё также были небольшие роли в сериалах «227», «Джефферсоны», «Трое моих сыновей» и «Сумеречная зона».
Сьюзи Гарретт умерла от рака в госпитале в Саутфилде, штат Мичиган в возрасте 72 лет. Была похоронена на кладбище Вудлон в Детройте.

## Избранная фильмография
- Злая мачеха (1989) — Мэнди
- 227 (1989) — Женщина (ТВ)
- Панки Брюстер (1984—1988) — Бэтти Джонсон (ТВ)
- Джеферсоны (1984—1985) — Аманда (ТВ)
- Трое моих сыновей (1968) — (в титрах не указана) (ТВ)
- Сумеречная зона (1962) — (в титрах не указана) (ТВ)